# Ataque en el distrito de Kech de 2022
El ataque en el distrito de Kech de 2022, se dio el 25 de enero, cuando militantes irrumpieron en un puesto de seguridad perteneciente al ejército paquistaní en una zona remota de Dasht, distrito de Kech en Baluchistán, matando al menos a diez miembros del personal de seguridad e hiriendo a otros tres. El enfrentamiento duró unas horas en las que los militantes también sufrieron varias bajas. Además, los militantes también incautaron armas que estaban presentes en el puesto de seguridad. Los lugareños en el área también confirmaron que se produjo un ataque contra el puesto de seguridad y que los militantes sufrieron grandes bajas en el ataque.
Las agencias policiales paquistaníes dicen que un militante murió y varios otros militantes resultaron heridos cuando los militantes atacaron el puesto de seguridad. Tres militantes responsables del ataque también fueron arrestados por las agencias de aplicación de la ley durante una operación de búsqueda en las cercanías del puesto de seguridad. Ningún grupo ha asumido la responsabilidad del ataque contra el puesto de seguridad.
Se incautaron armas y otros equipos de las fuerzas.